# Lumbala Guimbo
Lumbala Guimbo é uma cidade e município da província do Moxico, no leste de Angola.

## História
A reforma administrativa-territorial de 2024 extinguiu o município de Bundas, com sua jurisdição sendo transferida para o novo município de Lumbala Guimbo.

## Geografia
O município é constituído pela comuna-sede, equivalente à cidade de Lumbala Guimbo, e ainda pelas comunas de Mussuma e Sessa.

### Demografia
Lumbala tem cerca de 35 000 habitantes, sendo considerada uma cidade pequena.
Cerca de metade da população fala português como primeira língua, enquanto o restante fala idiomas africanos baseados nas línguas bantas. Existe uma pequena comunidade de falantes de inglês da Zâmbia.

### Religiões
A maioria da população é cristã católica. Existem também pequenas comunidades adeptas a religiões tradicionais africanas e ao cristianismo protestante.

## Economia e infraestrutura
A economia de Lumbala Guimbo assenta na exploração agrícula, na exploração pecuária não intensiva, na exploração de madeiras e no pequeno comércio. Centro comercial e econômico da municipalidade, Lumbala Guimbo possui uma agência do Banco de Poupança e Crédito.
Além disso, Lumbala Guimbo possui uma pista de pousos e decolagens de aeronaves.